# Pierre Tabourin

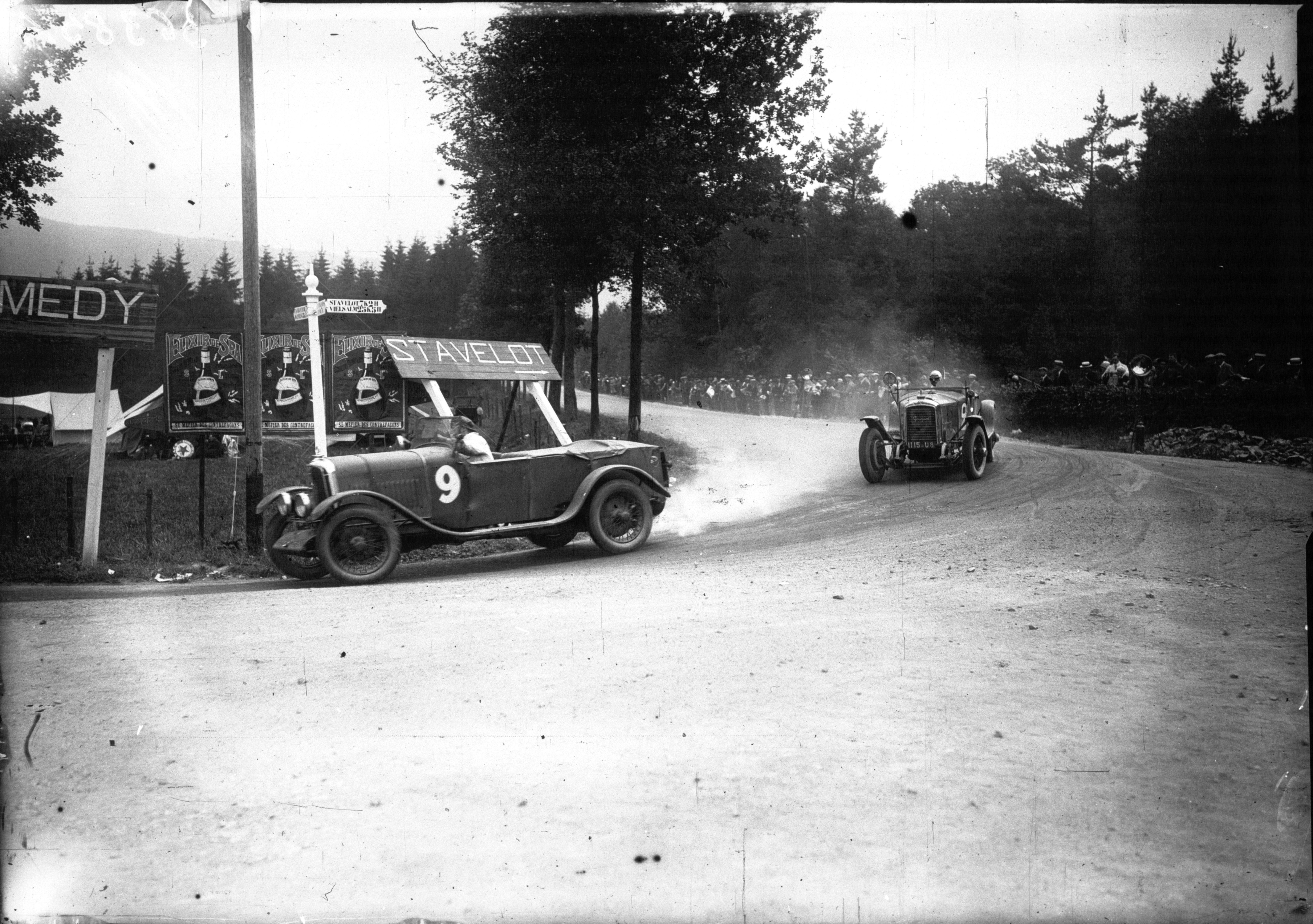
Der Théo Schneider 25SP von Robert Poirier und André Boillot beim 24-Stunden-Rennen von Spa-Francorchamps 1926; mit dem baugleichen Wagen erreichte Pierre Tabourn bei diesem Rennen den 14. Gesamtrang

Pierre Henri Emile Tabourin (* 19. Juni 1902 in Paris; † 11. August 1986 in Boulogne-Billancourt, Département Hauts-de-Seine) war ein französischer Autorennfahrer.

## Karriere als Rennfahrer
Pierre Tabourin startete in seiner Karriere zweimal auf einem Werkswagen von Th. Schneider|Automobiles Théo Schneider beim 24-Stunden-Rennen von Le Mans. 1926 erreichte er mit dem Teamkollegen Auguste Lefrancq den sechsten Gesamtrang. Ein Jahr später fiel er nach einem Unfall aus, bei dem er die Massenkarambolage in der Maison-Blanche-Kurve, bekannt als White-House-Desaster, auslöste. Eine weitere gute Platzierung erreichte er 1926 mit dem 14. Gesamtrang beim 24-Stunden-Rennen von Spa-Francorchamps.

## Statistik

### Le-Mans-Ergebnisse
| Jahr | Team                         | Fahrzeug                    | Teamkollege      | Platzierung | Ausfallgrund |
| ---- | ---------------------------- | --------------------------- | ---------------- | ----------- | ------------ |
| 1926 | Automobiles Théo Schneider   | Théo Schneider 25SP         | Auguste Lefrancq | Rang 6      |              |
| 1927 | Automobiles Th. Schneider SA | Théo Schneider 25SP Le Mans | Robert Poirier   | Ausfall     | Unfall       |